# Bảo tàng Sobibór
Bảo tàng Sobibór hay Bảo tàng Trại tử thần Đức Quốc xã Sobibór trước đây (tiếng Ba Lan: Muzeum Byłego Hitlerowskiego Obozu Zagłady w Sobiborze) là một bảo tàng thuộc sở hữu nhà nước tọa lạc tại ngoại ô Sobibór, gần Lublin, Ba Lan. Bảo tàng Sobibór dành để tưởng niệm các nạn nhân và hành vi tàn ác Đức Quốc xã đã gây ra tại trại hủy diệt Sobibór trước đây.

## Lược sử hình thành

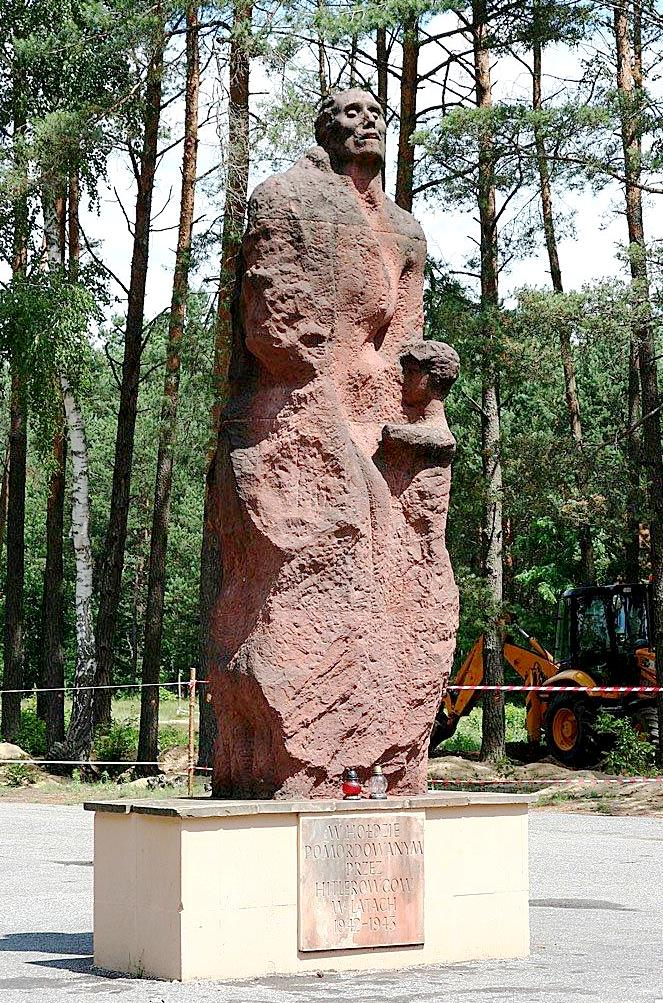

Đài tưởng niệm nạn nhân Sobibór đầu tiên được dựng lên tại khu di tích lịch sử vào năm 1965. Nhân kỷ niệm 50 năm cuộc nổi dậy vũ trang của các tù nhân Do Thái ở trại hủy diệt Sobibór, vào ngày 14 tháng 10 năm 1993, Bảo tàng Sobibór được thành lập với tư cách là chi nhánh của Bảo tàng Włodawa. Từ ngày 1 tháng 5 năm 2012, Bảo tàng Sobibór trở thành một chi nhánh của Bảo tàng Nhà nước Majdanek.
Bảo tàng Sobibór tạm thời đóng cửa từ tháng 4 năm 2011 đến tháng 5 năm 2013 do thiếu kinh phí. Bộ Văn hóa và Di sản Quốc gia (Ba Lan) đã mở lại Bảo tàng với kinh phí bổ sung sau khi tổ chức lại hành chính.
Năm 2013, một cuộc thi thiết kế quốc tế do Quỹ Pojednanie của Ba Lan-Đức tài trợ được lập ra nhằm thay thế bảo tàng nhỏ trước đây bằng một trung tâm hiện đại dành cho khách tham quan.

## Triển lãm

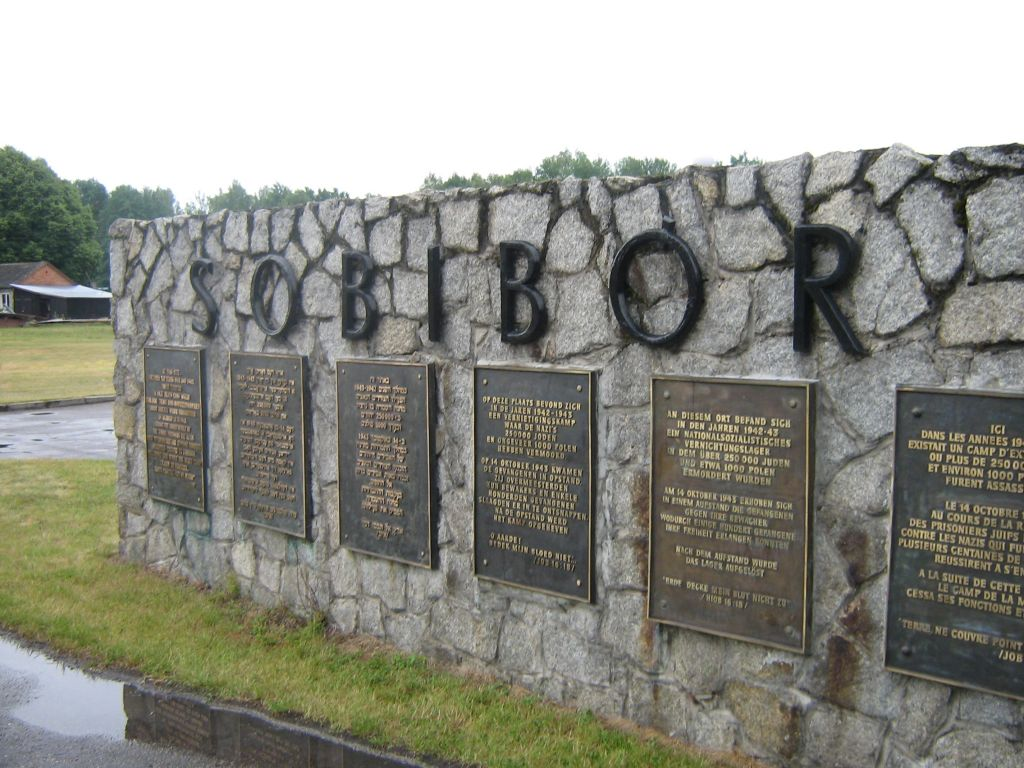

Bảo tàng Sobibór có tượng đài một người phụ nữ và đứa con bằng gang đúc được Mieczysław Welter thực hiện. Ngoài ra, trên một khu đất hình tròn lớn của Bảo tàng có một đống tro tàn và xương vụn của các nạn nhân được thu thập tại hiện trường. Bảo tàng Sobibór còn có một kho lưu trữ địa phương gồm các bản sao lời khai về tội ác của Đức Quốc Xã và các tài liệu khác.